# L'età incerta
L'età incerta (The Go-Between) è un romanzo di L. P. Hartley, pubblicato a Londra nel 1953.
Il racconto inizia con la famosa frase:
"Il passato è un paese straniero. Lì, tutto si svolge in modo diverso."

## Trama
La storia inizia con i ricordi di Leo Colston, un anziano che ricostruisce la propria adolescenza con nostalgia, un tema ricorrente durante tutto il romanzo. Il vecchio Leo narrante è del tutto diverso dal vivace e coraggioso Leo della storia.
Il prologo inizia con un Leo anziano (ormai sessantenne), che fruga tra le sue vecchie cose. Scopre un diario del 1900, anno in cui era un tredicenne. Mentre rilegge il diario, lentamente rimette insieme i pezzi della sua memoria.
Impressionato dagli emblemi astrologici sulla copertina di un libro, il giovane Leo li interpreta considerando che sta vivendo il passaggio al ventesimo secolo. Un tema importante sono le regole sociali che governano la scuola del ragazzo. Alcuni dei ragazzi più duri rubano il diario di Leo, lo leggono e lo sfregiano. I due, Jenkins e Strode, lo picchiano appena ne hanno opportunità. Allora Leo inventa una sorta di maledizione contro di loro, utilizzando i simboli occulti e le lettere greche che aveva trovato tra le pagine del libro. Ad entrambi i ragazzi capita di cadere dal tetto dell'edificio scolastico, e rimanere seriamente feriti dalla caduta. Ciò genera una grandissima ammirazione nei confronti di Leo da parte degli altri ragazzi, i quali pensano sia una sorta di mago - la qual cosa inizia lui stesso a credere in alcune occasioni.
La maggior parte del testo narra del passato di Leo, e in particolare dell'estate del 1900, passata a Norfolk come ospite a Brandham Hall, una lussuosa villa di campagna di proprietà della famiglia del suo compagno di scuola Marcus Maudsley. Qui il giovane Leo, proveniente dalla classe povera, si ritrova in vacanza con persone dell'alta società. La sua classe sociale, relativamente umile, risulta palese a tutti e Leo non riesce ad inserirsi nella famiglia come vorrebbe; i suoi ospiti fanno comunque del loro meglio per farlo sentire a casa, trattandolo con gentilezza ed indulgenza. Quando Marcus si ammala però, Leo viene trascurato. È così che diventa l'"intermediario" (go-between in inglese, da cui il titolo del libro) tra Marian, figlia della famiglia Maudsley e sorella di Markus, e il contadino della terra confinante, Ted Burgess. All'inizio, Leo ignora il significato dei messaggi che Marian gli chiede di consegnare. È un ragazzo benevolo e innocente, per cui è facile per i due amanti maneggiarlo a piacimento.
I tabù sociali dell'epoca vogliono che non ci sia alcuna possibilità di relazione tra Marian e Ted, che viene da una classe sociale troppo inferiore a quella dei Maudsley. I due amanti ne sono perfettamente consapevoli, ma Leo è troppo ingenuo per capire perché i due non possano sposarsi. La situazione è ulteriormente complicata dalla promessa di matrimonio voluta dalla famiglia tra Marian e il visconte Hugh Trimingham, discendente della nobiltà che un tempo aveva risieduto a Brandham Hall. La relazione tra Marian e Ted è quindi altamente pericolosa, per tutte le parti coinvolte.
Leo inizia a comprendere la natura sessuale del rapporto e dei messaggi che viene mandato a consegnare e agisce come un intercettatore, modificandoli a proprio piacimento, sentendosi fortemente scomodo a causa dell'atmosfera generale e del rischio che si sta assumendo. Cerca di porre fine al proprio ruolo di intermediario, ma subisce una grande pressione psicologica da Marian e viene forzato a continuare. Alla fine, il suo coinvolgimento porterà conseguenze tragiche: la famiglia scopre la storia e Ted, schiacciato dallo scandalo, si suicida.
Nell'epilogo il vecchio Leo racconta al lettore le conseguenze di quell'estate. L'esperienza lo ha profondamente segnato, lasciandogli dei traumi psicologici permanenti. Impedito a parlare dello scandalo, egli sentirà di non doverci nemmeno mai più pensare. Ma visto che ogni cosa sembra ricordargli quella vicenda, è costretto a nascondere le proprie emozioni: crescerà con grosse carenze emozionali e diventerà incapace di stabilire relazioni intime. Gli riuscirà di mettere a tacere i suoi sentimenti molto a lungo, fino a che non ritrova appunto il diario.
Rivedendo le cose con gli occhi di un adulto maturo, si rende perfettamente conto di quali segni quell'incidente abbia lasciato su di lui. Nelle pagine finali Leo dopo 52 anni torna a Brandham. Incontra i nipoti di Marian e lei stessa che vive in un cottage - nel posto in cui diceva di andare ogni volta che invece incontrava Ted di nascosto. Brandham Hall è diventata una scuola femminile. Marian ha sposato Lord Trimingham, il quale è morto nel 1910, mentre Markus e suo fratello Denys sono stati uccisi nella Prima Guerra Mondiale. Nel finale nostalgico, la vecchia Marian Maudsley convince Leo a farle da intermediario ancora una volta.

## Critica
Per Giulia Pissarello, L'età incerta rappresenta un esperimento di ibridazione artistica, un momento di confluenza tra i grandi filoni della letteratura inglese ed americana il cui principio unificante viene individuato in un modello formale omologabile a quello del romance Il romanzo, ammirevole per la sua gradazione, i colpi di scena, l'atmosfera carica di premonizioni, ha dato all'autore fama internazionale.

## Edizioni
- (EN) The go-between, London, Hamish Hamilton, 1953.
- L'età incerta : romanzo, traduzione di Giorgio Monicelli, Milano, Garzanti, 1955.
- Messaggero d'amore, traduzione di Marilena Renda, con un contributo di Irene Bignardi, Roma, Nutrimenti, 2012, ISBN 978-88-6594-116-4.
- L'età incerta, traduzione di Marilena Renda, Vicenza, Pozza, 2020, ISBN 978-88-545-2033-2.

## Trasposizioni
- Messaggero d'amore, film del 1971 diretto da Joseph Losey e sceneggiato da Harold Pinter. Il cast include tra gli altri Julie Christie, Alan Bates, Margaret Leighton, Michael Redgrave e Edward Fox[3]
- The Go-Between, opera lirica in due atti del 1991 del compositore sudafricano David Earl[4]